# Havys
Havys est une localité de Flaignes-Havys et une ancienne commune française, située dans le département des Ardennes en région Grand Est.
Elle fusionne avec la commune de Flaignes-les-Oliviers, le 3 mars 1982, pour former la commune de Flaignes-Havys et former le bourg principal de cette dernière.

## Géographie
La commune avait une superficie de 5,20 km2

## Histoire
Par arrêté préfectoral du 24 février 1982, la commune de Havys est fusionnée, le 3 mars 1982, avec la commune de Flaignes-les-Oliviers, pour former la commune de Flaignes-Havys.

## Administration
| Période                                  | Période | Identité         | Étiquette | Qualité     |
| ---------------------------------------- | ------- | ---------------- | --------- | ----------- |
| Les données manquantes sont à compléter. |         |                  |           |             |
| vers 1878                                | ?       | Adonis Lheutre   |           |             |
| 1971                                     | 1977    | Claude Duchénois |           | Agriculteur |

## Démographie
| 1793 | 1800 | 1806 | 1821 | 1831 | 1836 | 1841 | 1846 | 1851 |
| ---- | ---- | ---- | ---- | ---- | ---- | ---- | ---- | ---- |
| 149  | 139  | 152  | 135  | 128  | 128  | 111  | 118  | 119  |

| 1856 | 1861 | 1866 | 1872 | 1876 | 1881 | 1886 | 1891 | 1896 |
| ---- | ---- | ---- | ---- | ---- | ---- | ---- | ---- | ---- |
| lac. | lac. | 120  | 126  | 111  | 122  | 105  | 102  | 88   |

| 1901 | 1906 | 1911 | 1921 | 1926 | 1931 | 1936 | 1946 | 1954 |
| ---- | ---- | ---- | ---- | ---- | ---- | ---- | ---- | ---- |
| 93   | 94   | 90   | 70   | 63   | 57   | 67   | 47   | 38   |

| 1962 | 1968 | 1975 | - | - | - | - | - | - |
| ---- | ---- | ---- | - | - | - | - | - | - |
| 34   | 42   | -    | - | - | - | - | - | - |

Histogramme

(élaboration graphique par Wikipédia)